# أرنولد يانسين
أرنولد يانسين (بالألمانية: Arnold Janssen)‏ هو مبشر ألماني، ولد في 5 نوفمبر 1837 في غوخ في ألمانيا، وتوفي في 15 يناير 1909 في Steyl ‏ في هولندا.

## وصلات خارجية
- أرنولد جانسين على موقع الموسوعة البريطانية (الإنجليزية)